# Truwerzy
Truwerzy (fr. trouvère) – średniowieczni artyści wywodzący się zarówno ze stanu szlacheckiego jak i mieszczańskiego. Kontynuowali oni sztukę trubadurów. Działali od drugiej połowy XII wieku na terenie północnej Francji.
Byli głównie muzykami, ale także poetami. Do gatunków uprawianych przez nich należały między innymi ballady, ronda oraz virelai. Tworzyli tak zwaną śpiewogrę. Wykonywali swoje utwory przy akompaniamencie prostych instrumentów, takich jak szałamaja czy lutnia. Tematyka ich dzieł była zróżnicowana, obejmowała zarówno tematykę miłosną (Adam de la Halle – Le jeu de Robin et de Marion), jak i wojenną.
Do najbardziej znanych truwerów należeli: król Anglii Ryszard Lwie Serce, Tybald IV, Adam de la Halle oraz Chrétien de Troyes. Do naszych czasów dochowało się około 800 utworów zawartych w tzw. chansonniers. Truwerzy do poezji lirycznej dołączyli jeszcze pieśni rycerskie, takie jak np. Opowieść o Lancelocie.
Poezję trubadurów i truwerów rozpowszechniali oni sami lub też wędrowni śpiewacy zwani minstrelami.